# 斯特靈縣 (德克薩斯州)
斯特靈縣（英語：Sterling County）是美國德克薩斯州西部的一個縣。面積2,392平方公里。根據美國2000年人口普查，共有人口1,393人。縣治斯特靈城（Sterling City）。
成立於1891年。本縣紀念當地早期的殖民者W. S. Sterling。本縣為一禁酒的縣。